# RMS Arundel Castle
El RMS Arundel Castle fue un transatlántico británico, construido en los astilleros Harland and Wolff en 1921.
Pertenecía a la naviera Union-Castle Line, y era el buque gemelo del RMS Windsor Castle. Fue botado el 11 de septiembre de 1919 y su construcción finalizó el 8 de abril de 1921, mientras que su viaje inaugural tuvo lugar el 22 de abril de 1921.

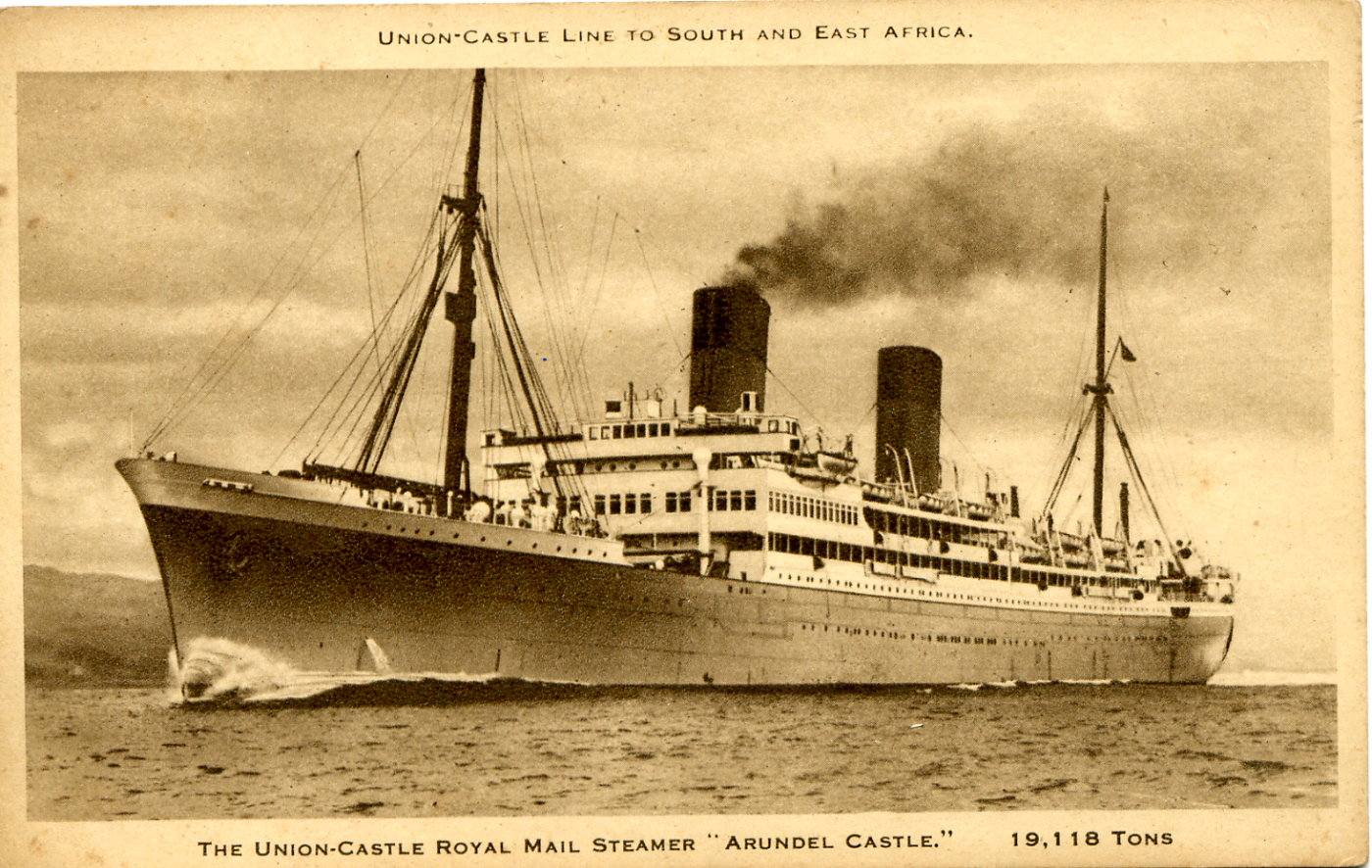
El Arundel Castle tras haber sido modificado.

En 1937 el barco sufrió cambios, de 4 chimeneas pasó a tener 2, y su casco fue alargado y modernizado con un estilo más de la época. Su buque hermano, el RMS Windsor Castle, también recibió las mismas modificaciones.

## Segunda Guerra Mundial
El barco en la Segunda Guerra Mundial funcionó como buque de transporte en el mar Mediterráneo. Su buque gemelo, el RMS Windsor Castle, fue hundido por un avión alemán en 1943, en Argelia.

## Posguerra y desguace
En 1958 el RMS Arundel Castle fue retirado del servicio y llevado a Chiap Hua, en Hong Kong. Al llegar se realizó una fiesta en el barco, con funcionarios y bancarios de la zona. Muchos objetos del barco, como los platos o decoraciones, fueron dados como obsequios.
Finalmente, el RMS Arundel Castle fue desguazado en 1959.